# Тарганчук Владислав Владиславович
Владислав Владиславович Тарганчук (нар. 4 серпня 1990) — український футболіст. Захисник ФК «Полтава». Грав за молодіжний склад «Ворскли» (Полтава).

## Кар'єра
Вихованець кобеляцького та полтавського футболу.
2008 року провів кілька ігор у складі ФК «Полтава» в другій лізі.
З 2009 до 2011 року виступав за молодіжний склад полтавської «Ворскли».
З літа 2012 — гравець основного складу ФК «Полтава-2» у другій лізі.